# Карола
Каро́ла (швед. Carola), полное имя Каро́ла Хе́ггквист (швед. Carola Häggkvist) — шведская поп-певица и композитор. Родилась в Стокгольме 8 сентября 1966 года. В 1983, 1991 и 2006 году представляла Швецию на «Евровидении». В 1991 году выиграла конкурс с песней «Fångad av en stormvind».

## Биография

### 1977—1989: Первый успех и«Främling»
Впервые Карола появилась на телевизионном экране в 1977 году, одержав победу на шоу молодых талантов. Несколько лет спустя продюсер Берт Карлссон предложил ей принять участие в Мелодифестивалене, но она отказалась. В 1983 году она выпустила совместный альбом со шведской металл-группой «Stand By» и в том же году решает попытать счастья на национальном отборе. Она выступает с песней «Främling» (Незнакомец) и побеждает, набрав максимальные очки от всех членов жюри фестиваля. 23 апреля она представляет Швецию на «Евровидении-1983» в Мюнхене и занимает 3 место. За её выступлением на конкурсе следили 6.1 миллиона телезрителей в Швеции, что составляет 84% населения страны — рекорд, который не побит до сих пор. Эту песню Карола повторно представила в 2005 году на юбилейном концерте Евровидения Congratulations в Копенгагене, приуроченном к 50-летию конкурса.
Дебютный сингл «Främling» разошёлся тиражом в миллион экземпляров — рекорд продаж в Швеции, который вряд ли когда-либо будет побит После того, как Карола заняла третье место на Евровидении, она записывает версии победной песни на английском, немецком и голландском языках. В 1983 и 1984 годах она выпускает три альбома на студии Берта Карлссона, и все они расходятся с невероятной быстротой.
В 1985 году Карола начинает сотрудничество с группой Bee Gees. Она записывает альбом Runaway, песни к которому написали Морисом и Робином Гиббами. Альбом достигает статуса дважды платинового. После этого успеха Карола ненадолго покидает поп-сцену, совершая турне со своей христианской общиной, активным членом которой она является, и выпуская концертный альбом.

### 1990—1991: Возвращение иFångad av en stormvind
Неожиданное возвращение Каролы состоялось в 1990 году, когда она заняла второе место на «Мелодифестивалене» с песней «Mitt i ett äventyr» и выпустила новый альбом под названием Much More. В следующем году она берёт реванш на национальном отборе и выигрывает «Мелодифестивален» с песней «Fångad av en stormvind». На правах победителя она снова представляет Швецию на «Евровидении-1991» в Риме. Британские букмекеры предсказывают Кароле второе место, но она набирает одинаковое, наибольшее количество очков с Аминой, певицей из Франции. Правила указывают, что в случае ничьей, вопрос решается количеством максимальных баллов, полученных исполнителями. Поскольку и количество 12 баллов оказалось равным, вопрос о победителе был решен количеством десяток, которое оказалось в пользу Швеции. Благодаря этому Карола становится победителем конкурса песни «Евровидение». Позднее в этом году она выпускает Рождественский альбом на шведском языке — Jul, а также первую часть сборника лучших песен на английском языке — Carola Hits.

### 1992—2004: Туры и новые альбомы

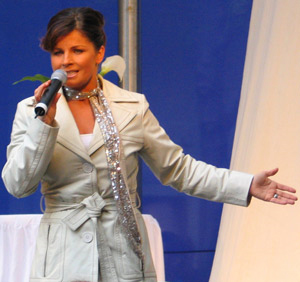
Карола на концерте в рамках презентации альбома «Störst av allt» (2005)

Карола становится первой скандинавской исполнительницей, выступившей в Китае. В 1992 году там также выходит её альбом. После 10-летней годовщины пребывания на сцене в 1993 году певица выпускает альбом в стиле госпел «My Tribute», который был выпущен в Скандинавии и других 12 странах мира. В 1994 году в Нидерландах ей присуждается титул лучшей госпел-исполнительницы года. В 1990-е годы Карола продолжает выпускать альбомы. В 1994 году выходит её новый диск Personligt, который склоняется в сторону рок-музыки по звучанию, и к которому песни написала сама певица.
В 1995 году Карола дебютирует в качестве актрисы мюзиклов, исполняя роль Марии в шведской постановке спектакля «Звуки музыки» (англ. The Sound Of Music). Три года спустя она исполняет заглавную тему в норвежском мюзикле «Мир Софии» (англ. Sophie’s World). В 2002 году, после недолгого отсутствия Карола возвращается на театральную сцену, приняв участие в постановке «Отверженных» (фр. Les Miserables) в Лондоне.
В 1998 году Карола вновь уходит с поп-сцены и выпускает альбом псалмов Blott en dag, в 2001 году выходит альбом её песен для детей Sov pa min arm. Позднее в том же году она выпускает и новый поп-альбом — My Show.
В 2003 году Карола отмечает двадцатилетие карьеры и выпускает сборник лучших песен Carola Hits, состоящий из четырёх дисков, а также возглавляет шведские чарты с песней «Nar loven faller», которая изначально была написана для «Мелодифестивалена» 2003 года, но была дисквалифицирована. В этом же году Карола выпускает двойной альбом рождественских песен, за которым следуют религиозный альбом Credo в 2004 году и поп-религиозный альбом Störst av allt в 2005 году.

### С 2005: «Invincible»
В ноябре 2005 года Карола подтверждает, что возвращается на «Мелодифестивален» спустя 15 лет. Она побеждает на национальном отборе с песней «Evighet» (Вечность). Она довольно успешно представила Швецию на «Евровидении-2006» в Афинах, заняв четвёртое место в полуфинале конкурса и пятое место в финале. На «Евровидении» была исполнена англоязычная версия песни «Invincible» (Непобедимый). Почти сразу после «Мелодифестивалена» она выпустила очередной поп-альбом Från nu till evighet. В конце 2007 года выходит её второй Рождественский альбом I denna natt blir världen ny.
В 2008 году она вновь участвует в «Мелодифестивалене» с песней «One Love» в дуэте с Адреасом Джонсоном, но не проходит в финал отбора. Она также выпускает сборник Främling 25 år, включивший лучшие композиции за всю её 25-летнюю творческую карьеру.

## Личная жизнь
Была женой Рунара Сегаарда, от которого имеет ребенка Амадея (Амадеуса) Сегаарда. В 2004 году ушли из жизни оба родителя певицы.

## Дискография

### Альбомы
- 1983 — Främling
- 1983 — Julefrid med Carola
- 1984 — Steg för steg
- 1984 — På egna ben
- 1985 — Happy Days
- 1986 — Runaway
- 1990 — Much More
- 1991 — Carola Hits
- 1991 — Jul
- 1993 — My Tribute
- 1994 — Personligt
- 1996 — Carola Hits 2
- 1997 — Det bästa av Carola
- 1998 — Blott en dag
- 1999 — Jul i Betlehem
- 2001 — Sov på min arm
- 2001 — My Show
- 2003 — Guld, platina & passion
- 2004 — Credo
- 2004 — 18 bästa
- 2005 — Störst av allt
- 2006 — Från nu till evighet
- 2007 — I denna natt blir världen ny — Jul i Betlehem II
- 2008 — Främling 25 år
- 2009 — Christmas in Bethlehem

### Синглы
В скобках указываются названия альбомов, в которые вошли данные синглы.
- 1983 — Främling/Liv (Främling)
- 1983 — Love isn’t Love (Främling)
- 1983 — Hunger/Ännu en dag (Främling)
- 1984 — Tommy Loves Me/I think I like it (Steg för steg)
- 1984 — Fushigi na hitomi (Don’t tell me what to do)
- 1984 — Rendez-vous (Steg för steg)
- 1986 — The Runaway/So far so good (Runaway)
- 1986 — Brand New Heart/Spread your wings (For your love, Runaway)
- 1987 — Gospel train/Vilken värld det ska bli
- 1987 — You’ve Got a Friend/Step by step
- 1990 — Mitt i ett äventyr/All the reasons to live (Much More)
- 1990 — The girl who had everything/One more chance (Much More)
- 1990 — I’ll live (Much More)
- 1990 — Every beat of my heart/Best shot (Much More)
- 1991 — Fångad av en stormvind (Carola Hits)
- 1991 — Stop tellin' me lies (Carola Hits)
- 1992 — All the Reasons to Live
- 1994 — Det kommer dagar/Flickan från igår (My Tribute)
- 1994 — Guld i dina ögon/Regnet som faller (My Tribute)
- 1994 — Sanningen/Var finns den kärlek (Personligt)
- 1994 — Sanna vänner/Förlåt mig (Personligt)
- 1996 — Believe
- 1997 — Just the Way You Are
- 1997 — Dreamer (Det bästa av Carola)
- 1999 — Himlen i min famn (Jul i Betlehem)
- 2001 — Blott en dag (Blott en dag)
- 2001 — Sov på min arm (Sov på min arm)
- 2001 — The Light (My Show)
- 2001 — I Believe in Love (My Show)
- 2001 — You + Me (My Show)
- 2003 — När löven faller av (Guld, platina & passion)
- 2003 — Walk a Mile in My Shoes (Guld, platina & passion)
- 2004 — Ditt ord består (Credo)
- 2004 — Åt alla (Credo)
- 2006 — Invincible (Från nu till evighet)
- 2006 — Evighet (Från nu till evighet)
- 2006 — Stanna eller gå (Från nu till evighet)
- 2007 — I denna natt blir världen ny (I denna natt blir världen ny — Jul i Betlehem II)
- 2008 — Lucky star
- 2008 — One Love
- 2011 — Nu tändas tusen juleljus